# 上村源
上村 源（かみむら みなと、1994年11月24日 ‐ ）は、日本の男性声優。スターダストプロモーション所属。男性声優ユニット「セムナリオ」に所属。

## 人物
趣味は競馬。特技は料理。声優になったきっかけは『桜蘭高校ホスト部』を見たこと。
フットサルボーイズ!!!!!に鞍馬 雪丸（くらま ゆきまる）役での出演が決まる。
スターダストプロモーションのオリジナルIP「VASSH」への出演が決まり、ボイスドラマを始めとして歌やダンス、配信にわたるまで様々な活動をしている。

## 出演
太字はメインキャラクター。

### テレビアニメ
- プラチナエンド（2021年、カップル男）
- フットサルボーイズ!!!!!（2022年、鞍馬雪丸）
- 農民関連のスキルばっか上げてたら何故か強くなった。（息子①）

### ゲーム
- ブラウンダスト（2020年、クルト[5]）

- エルンジェネシス（アルタミエル）
- ルナクロニクルR
- スターオーシャン
- フットサルボーイズ!!!!!　ハイファイリーグ（2021年、鞍馬雪丸）
- クラッシュフィーバー (2021年、コペルニクス)

### ドラマCD
- アイドルマスターシンデレラガールズ
- ウマ娘 プリティーダービー

### ボイスドラマ
- VASSH (2021年、有乃島もと)

### 舞台
- 朗読劇「りーでぃんぐ☆ぱーてぃー vol.5」（2019年1月9日 - 14日、コフレリオ新宿シアター）[6]
- 朗読劇「りーでぃんぐ☆ぱーてぃー vol5.5～りべんじ～」（2019年2月9日 - 10日、コフレリオ新宿シアター）[7]
- 朗読劇『初等教育ロイヤル』（2024年8月21日 - 25日、こくみん共済 coop ホール/スペース・ゼロ） - 池田くん 役[8]
- eeo Stage reading 朗読劇「はなしぐれ」（2025年1月9日 - 13日、CBGKシブゲキ!!） - 甲斐田恭介 役[9]
- 舞台『草野球リバーサル〜人生逆転草野球〜』（2025年8月28日 - 31日、武蔵野芸能劇場）

### デジタルコミック
- クーロンズ・ボール・パレード（2021年、龍堂太央）

### デジタルブック
- 魔眼の匣の殺人（2021年、茎沢忍）

### ラジオ
- UMA YELL RADIO (2021年10月2日〜)
- Themi na radio (2022年2月1日〜)

### テレビ番組
※はインターネット配信
- サルボチャンネル!!!!!準備運動編　PKボーリングリレー[10]（2020年8月24年）
- サルボチャンネル!!!!!第３回生配信　チャレンジ！桃実高校・初生配信[11]（2020年11月13日、鞍馬雪丸）
- サルボチャンネル!!!!!チャレンジゲーム動画　桃実高校チャレンジ！チャンバラバトルトーナメント 前[12]・後編[13]　（2021年2月20日 - 2月27日）
- 僕たちだって生配信したい！[14]（番組MC、2021年3月4日‐、YouTube Live）
- セムナリオになっても生配信したい！[15]（番組MC、2021年7月15日‐、YouTube Live）
- はじめてのみねまさくん！！〜ふたりで、できるもん〜03（ゲスト出演、2021年6月14日、ニコニコ生放送）
- サルボチャンネル!!!!!　桃実高校　生配信〜いっしょにサルボ勉強会〜（2021年8月13日、鞍馬雪丸）

### 携帯コンテンツ
- サルボ部!!!!!【フットサルボーイズ!!!!!公式アプリ】（鞍馬雪丸）[16]

## イベント

### 2020年
- フットサルボーイズ　はじめまして！練習試合応援ミニイベント　第４試合　恒陽vs桃実[17]（2020年12月27日、鞍馬雪丸）

### 2021年
- フットサルボーイズ　合同練習試合ー勝利に向かってステップアップー Day match[18]（2021年2月13日、鞍馬雪丸）
- フットサルボーイズ　公開練習　夜練[19]（2021年5月1日、鞍馬雪丸）
- フットサルボーイズ　Get Ready!! ハイファイカップ 〜僕たちのデビュー戦！〜[20]（2021年12月29日、鞍馬雪丸）

- Themnario　1stシングル「夢色スケッチブック」予約イベント（2021年7月16日、有乃島もと）
- Themnario　1stシングル「夢色スケッチブック」発売記念イベント（2021年8月19日、有乃島もと）
- Themnario　1stシングル「夢色スケッチブック」発売記念イベント（2021年9月16日、有乃島もと）

### 2022年
- 朗読劇「学園デスパネル2022」（2022年7月14日、K.S役）[21]

### 2023年
- 放牧〜HOBOKU〜（202年7月29日）[22]

## ディスコグラフィ

### キャラクターソング
| 発売日       | 商品名                                           | 歌 | 楽曲                   | 備考                                                     |
| ------------ | ------------------------------------------------ | --- | ---------------------- | -------------------------------------------------------- |
| 2022年2月9日 | フットサルボーイズ!!!!! プレイヤーソングアルバム | フットサルボーイズ!!!                                                                                    | 「Higher Goals」       | ゲーム『フットサルボーイズ!!!!! ハイファイリーグ』主題歌 |
| 2022年2月9日 | フットサルボーイズ!!!!! プレイヤーソングアルバム | 昂守希（佐久間貴生）、十河夏輝（千葉瑞己）、相庭京介（浦和希）、花村理央（多田啓太）、鞍馬雪丸（上村源） | 「WE ARE FUN☆TASISTA」 | 『フットサルボーイズ!!!!!』関連曲                        |

### ユニットメンバー
1. ↑  大和晴（高良崚太）、榊星一郎（石森周斗）、月丘柊依（吉原康平）、幸永椿貴（山口諒太郎）、南雲竜（古田一紀）、天門泰雅（坂井易直）、樫良木ルイ（峯田大夢）、結城心（新井雄也）、久我巧生（村上聡）、花山院快斗（馬場惇平）、京極聖（宮瀬尚也）、二葉ともえ（山本智哉）、昂守希（佐久間貴生）、十河夏輝（千葉瑞己）、相庭京介（浦和希）、花村理央（多田啓太）、鞍馬雪丸（上村源）、桐生蓮（TAKA）、白河瞬（岡延明）、橘藤吾（大海将一郎）、今園彩人（森永彩斗）、水無瀬亜佐（菊池勇成）、秋月奏夜（津田拓也）、朝比奈碧（奥山敬人）、天王寺刻成（川島慶嗣）、世良龍太朗（下川草介）、水無瀬涼佑（石井孝英）、ガルシア・エミリオ（小塚亮輔）、蓮美朔（木津つばさ）